# Framingham Heart Study
Il Framingham Heart Study è un importante studio epidemiologico per coorte, condotto dal 1948 nella cittadina statunitense di Framingham (Massachusetts), con l'obiettivo di stimare il rischio delle patologie cardiovascolari.
Da questo studio emerse con chiarezza la correlazione fra stile di vita e malattie cardiovascolari, e si dimostrò chiaramente che un incremento della colesterolemia si associava ad un aumento di incidenza di patologie ischemiche, quali la cardiopatia coronarica e le malattie cerebrovascolari.